# Gottlieb Conrad Christian Storr
Gottlieb Conrad Christian Storr, född 16 juni 1749 i Stuttgart, död 27 februari 1821 i Tübingen, var en tysk kemist och naturforskare.

## Biografi
Storr studerade fram till 1768 vid universitetet i Tübingen och blev 1774 professor för kemi och botanik vid fakulteten medicin i samma universitet. Han författade flera medicinska och naturhistoriska avhandlingar samt skrev en beskrivning av den egna resan till Alperna. På grund av sjukdom lämnade Storr 1801 sin post som professor.
Storr är främst känd för att han flyttade tvättbjörnen från björnsläktet Ursus till ett eget släkte med namnet Procyon. Namnet kommer från de grekiska orden προ-, "före" och κύων som betyder "hund". Det är inte klarlagt om ordkombinationen ska tolkas som "hundliknande" eller om det syftar på stjärnan Procyon som en hänvisning till tvättbjörnens nattaktiva levnadssätt.

## Skrifter i urval
- Storr, Gottlieb Conrad Christian (1776) (på tyska). Entwurf einer Folge von Unterhaltungen zur Einleitung in die Naturgeschichte. Frankfurt und Leipzig: August Lebrecht Stettin
- Storr, Gottlieb Conrad Christian (1784) (på tyska). Alpenreise vom Jahre 1781. Leipzig: J. G. Müller
- Storr, Gottlieb Conrad Christian (1807) (på latin). Idea Methodi Fossilium. Stuttgart: Verlag J. F. Steinkopf